# EADS Astrium Space Transportation
EADS Astrium Space Transportation è la branca di EADS che si occupa dello sviluppo di sistemi di trasporto spaziale. Le sedi di EADS Space Transportation sono in Francia a Les Mureaux (già Aérospatiale, già EADS Launch Vehicles) e in Germania a Brema (già MBB Erno, già DASA, già Daimler Benz Aerospace, già Astrium Space Infrastructures).

## Storia
La denominazione EADS Space Transportation risale al 2003 ed è stata introdotta contemporaneamente per le sedi di Les Mureaux e Brema, che già facevano parte dello stesso gruppo (EADS-Astrium) ma che fino allora rimanevano soggetti indipendenti. Con la ridenominazione, le sedi francese e tedesca sono state riunite sotto lo stesso management, che nel 2004 ha attuato un piano di riorganizzazione (SARA 2) che ha portato al licenziamento o al ricollocamento all'interno del gruppo di un terzo dei circa 900 impiegati di Brema nel giro di pochi mesi. Il piano di riorganizzazione ha gravato sulla sede di Les Mureaux in modo minore ed ha interessato quasi esclusivamente personale esterno residente.
In seguito ai licenziamenti del 2004 il team che ha sviluppato Phoenix è stato praticamente disperso. Attività in ambito GNC (algoritmi di guida, navigazione e controllo), in cui Brema vantava una grande tradizione, sono ora quasi solamente condotte alla sede di Les Mureaux.